# Partit Aliança Moldàvia Nostra
El Partit Aliança Moldàvia Nostra (romanès Partidul Alianţă Moldova Noastră, PAMN) és un partit polític liberal de la República de Moldàvia. Va néixer com a partit el 2003 després de la unió de: 
- Aliança Social-Democràtica de Moldàvia, també dita Aliança Braghis; successor del moviment Aliança Civica per a Reformes i del Partit de la Social Democràcia "Furnica". Va ser un partit socialdemòcrata format en 1997. Era liderat per Dumitru Braghis i va absorbir al Moviment Plai Natal l'any 2002.
- El Partit Liberal va ser un partit liberal creat de la fusió del Partit del Renaixement i la Reconciliació de Moldàvia (1995), Partit Nacional Camperol Democristià (1993) i la Unió Social Liberal "Força de Moldàvia". Entre els seus líders es trobava el seu fundador Mircea Snegur. El seu últim president va ser Veaceslav Untila
- L'Aliança Independent de Moldàvia va ser un partit fundat l'any 2001 per Serafim Urechean, alcalde de Chişinău.
- El Partit Popular Democràtic de Moldàvia va ser un partit fundat l'any 1997.

## Les eleccions de 2005
L'Aliança va adoptar com ideologia el Social-liberalisme. El seu símbol mostra una alba amb la frase "Moldova Noastră" en el seu costat inferior. A les eleccions de 2005 es va presentar en coalició amb el Partit Democràtic de Moldàvia i el Partit Social Liberal. Aquesta coalició va obtenir el 28,5% dels vots (un descens de 4,5 punts), però un augment de 15 escons, 4 d'aquests van ser atorgats a l'Aliança Moldàvia Nostra. Després de les eleccions, el bloc es va separar en tres grups parlamentaris diferents, formant aquest partit un grup independent de 24 diputats.

## Eleccions de 2009
A l'eleccions legislatives moldaves d'abril de 2009, l'AMN va obtenir 11 escons. Amb els altres partits d'oposició va participar amb èxit en el bloqueig en contra de l'elecció d'un candidat presidencial del Partit Comunista, que va provocar noves eleccions. A les eleccions legislatives moldaves de juliol de 2009, l'AMN va perdre 4 escons, rebent-ne 7. No obstant això, tots els partits d'oposició van obtenir escons per a la majoria i el Partit Comunista va ser derrotat. L'agost de 2009, el partit es va integrar dins de la coalició Aliança per a la Integració Europea.